# Darlinghurst
Darlinghurst ist ein Stadtteil von Sydney mit rund 11.000 Einwohnern im australischen Bundesstaat New South Wales. Er liegt einen Kilometer östlich des Stadtzentrums und dem Stadtteil Hyde Park innerhalb des Verwaltungsgebiets (LGA) City of Sydney. Darlinghurst wird umgangssprachlich auch Darlo genannt.
Darlinghurst ist ein dicht besiedelter Stadtteil, deren Bewohner meist in Appartements oder Reihenhäusern leben. Früher ein Slum und Rotlichtbezirk, wurde er in den 1980er Jahren einer Stadterneuerung unterzogen und es entstand so eine kosmopolitische, gehobene und bunte Wohngegend. Lebhaftes kulturelles Leben findet vor allem in der Victoria Street, an der Grenze zu Kings Cross,  statt. Der zentrale Verkehrsweg in Darlinghurst ist die Oxford Street, auf der ganzen Welt als das Zentrum der Schwulenbewegung in Sydney bekannt. Hier finden sich zahlreiche Nachtclubs, die inzwischen den berüchtigten Rotlichtbezirk in Kings Cross an Beliebtheit übertroffen haben. Infolgedessen haben aber auch Diebstähle und Körperverletzungen in der Gegend zugenommen.
Die angrenzenden Stadtteile von Darlinghurst sind,  neben Kings Cross im Norden, Woolloomooloo, Potts Point, Rushcutters Bay, Paddington und Surry Hills.

## Geschichte
Darlinghurst war früher bekannt unter der Bezeichnung Eastern Hill, später dann Henrietta Town, nach der Frau des Gouverneurs Lachlan Macquarie, deren zweiter Vorname Henrietta war. Am Anfang des 19. Jahrhunderts erhielt der Stadtteil seinen heutigen Namen, zu Ehren von Elizabeth Darling, der beliebten Frau von Gouverneur Ralph Darling. Hurst ist darin die altenglische Bezeichnung für eine bewaldete Fläche.

## Sehenswürdigkeiten

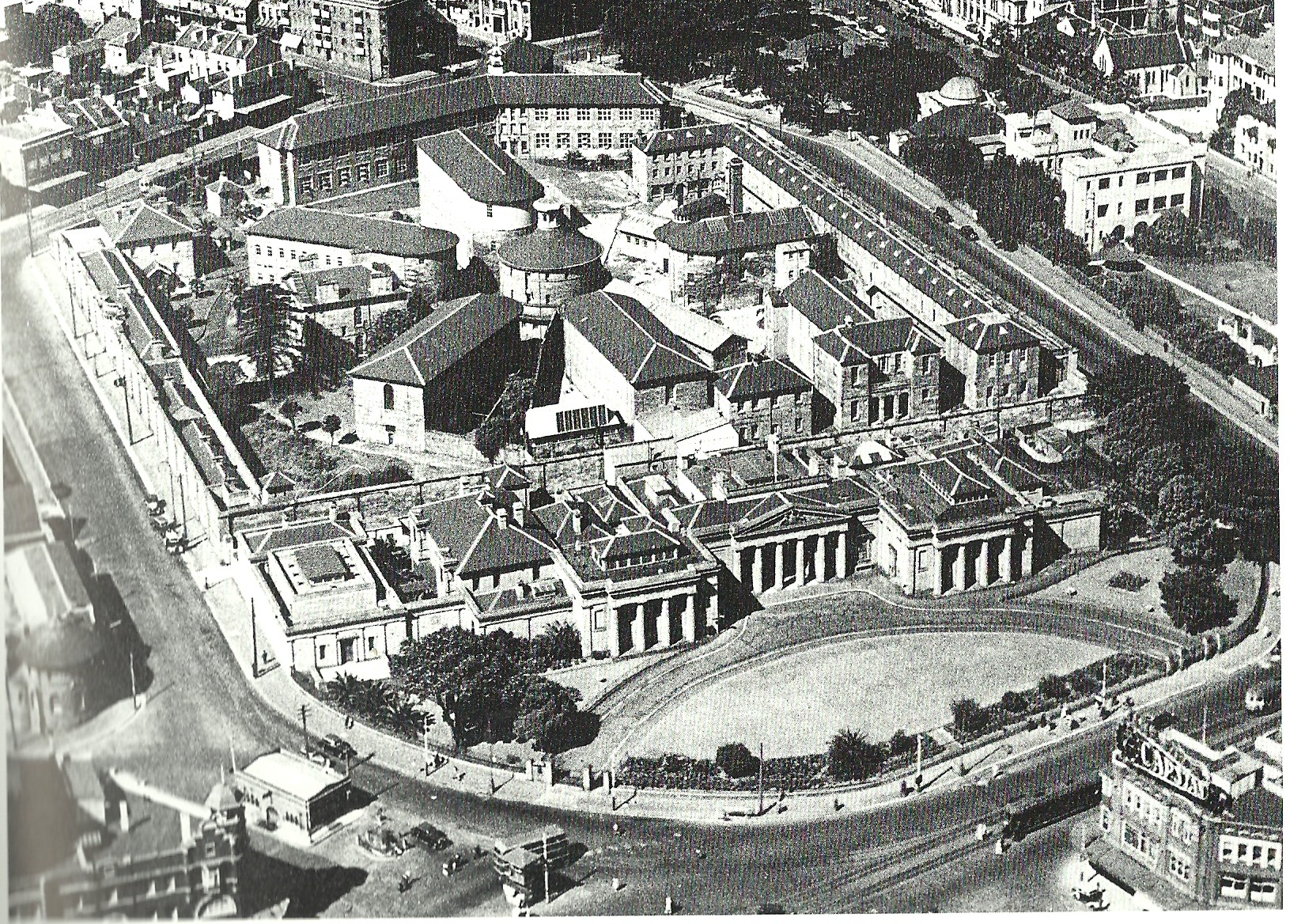
Darlinghurst Gaol, 1930

In Darlinghurst befinden sich zwei von Sydneys Museen: das Australian Museum, ein naturhistorisches Museum, und das Sydney Jewish Museum. Im Zeitraum von 1836 bis 1840 wurde hier auch das Darlinghurst Gaol errichtet, eine große Strafanstalt aus Sandstein im Zentrum von Darlinghurst. Hier war unter anderem der australische Dichter Henry Lawson während seiner wilden Jahre inhaftiert. Seit 1921 als technisches College benutzt, wurde es im Jahr 1995 zum neuen Zuhause der National Art School. 
Die Darlinghurst Fire Station, 1912 fertiggestellt, und das Darlinghurst Courthouse aus dem Jahr 1844 sind weitere bekannte Gebäude.